# PGC 21457
LEDA/PGC 21457 ist eine linsenförmige Galaxie vom Hubble-Typ S0 im Sternbild Fliegender Fisch am Südsternhimmel. Sie ist schätzungsweise 57 Millionen Lichtjahre von der Milchstraße entfernt. 

Im selben Himmelsareal befinden sich u. a. die Galaxien NGC 2434 und NGC 2442.